# 허리케인 하비
허리케인 하비(영어: Hurricane Harvey)는 2017년 북대서양에서 발생한 사피어-심프슨 허리케인 등급의 제4등급 허리케인으로, 2005년 허리케인 윌마 이후 미국 본토에 상륙한 첫 메이저 허리케인이다. 이 허리케인으로 기아나에서 1명이 사망하고, 70명이 미국에서 사망하였다.

## 같이 보기
- 1862년 대홍수
- 허리케인 어마
- 허리케인 마리아
- 허리케인 플로렌스
- 허리케인 아이크